# 風見鶏 (作家)
風見鶏（かざみどり、1991年 - ）は、日本のライトノベル作家である。山口県出身。2019年デビュー。
「風見鶏」は筆者がライトノベル作家として活動する際に用いている名義で、児童向けホラーを著す際には高橋佐理名義を用いている。第1回カクヨムWeb小説コンテストでは自身の作品『放課後は、異世界喫茶でコーヒーを』が特別賞を受賞している。

## 書籍化作品

### 風見鶏名義
- 『放課後は、異世界喫茶でコーヒーを』（イラスト：u介、富士見ファンタジア文庫刊、全6巻）
- 『さよなら異世界、またきて明日』（イラスト：にもし、富士見ファンタジア文庫刊、既刊2巻）
- 『太っちょ貴族は迷宮でワルツを踊る 』（イラスト：緋原ヨウ、オーバーラップノベルス刊、既刊3巻）
  1. 2023年3月25日発売[5]、ISBN 978-4-8240-0443-7
  2. 2023年10月25日発売[6]、ISBN 978-4-8240-0632-5
  3. 2024年6月25日発売[7]、ISBN 978-4-8240-0858-9

### 高橋佐理名義
- 『ミステリー案内人さんのコワイハナシ』（原作：クロネコの部屋、共著：一夜月夜・天乃聖樹、イラスト：シライシユウコ、カドカワ読書タイム刊 、既刊3巻）
  - 『ミステリー案内人さんのコワイハナシ ジゴウジトク』（2020年6月、ISBN 978-4-04-064721-0）[8][9]
  - 『ミステリー案内人さんのコワイハナシ タチイリキンシ』（2021年2月、ISBN 978-4-04-680131-9）[10][11]
  - 『ミステリー案内人さんのコワイハナシ ツイテコナイデ』（2021年11月、ISBN 978-4-04-680894-3）[12]

- 『赤いパーカーの花子さんとカゲフミさま』（イラスト：むっしゅ、カドカワ読書タイム刊 、既刊1巻）
  - 『赤いパーカーの花子さんとカゲフミさま』（2021年6月、ISBN 978-4-04-680132-6）[13][14]